# Marjorietta major
Marjorietta major är en stekelart som beskrevs av Dmitriy R. Kasparyan 1994. Marjorietta major ingår i släktet Marjorietta och familjen brokparasitsteklar. Inga underarter finns listade i Catalogue of Life.